# Дейвис, Алфонсо
Алфо́нсо Бойл Де́йвис (англ. Alphonso Boyle Davies, английское произношение: [ælˈfɔnsəu ˈdeɪvɪs]; род. 2 ноября 2000, Будубурам) — канадский футболист, левый защитник немецкого клуба «Бавария» и капитан сборной Канады. Получил прозвище «Дорожный бегун» за свою скорость, дриблинг и способность полностью закрыть левый фланг. Первый канадец, выигравший Лигу чемпионов УЕФА.
Стал первым футболистом, родившимся в 2000-х годах, который сыграл в матче MLS. В январе 2019 года перешёл в «Баварию» из клуба MLS «Ванкувер Уайткэпс» подписав контракт до 2023 года за рекордную на тот момент трансферную сумму в США. Был назван лучшим новичком Бундеслиги сезона 2019/20. В том сезоне он также стал частью команды, завоевавшей континентальный «требл»: «Бавария» выиграла Бундеслигу, Лигу чемпионов и Кубок Германии. Благодаря своим матчам Дейвис стал финалистом премии Golden Boy 2020 года.
Родился в Гане в семье беженцев из Либерии и получил канадское гражданство в июне 2017 года; до этого момента он был гражданином Либерии. В том же месяце стал самым молодым игроком, выступавшим за сборную Канады. Забив два гола в матче Золотого кубка КОНКАКАФ 2017 года против сборной Французской Гвианы, он стал самым молодым игроком, забившим за сборную, самым молодым игроком, забившим на Золотом кубке КОНКАКАФ, и первым игроком, родившимся в 2000-х годах, забившим на международном турнире высшего уровня. В 2021 и 2022 годах был признан лучшим игроком года среди мужчин по версии КОНКАКАФ. Был вызван на чемпионат мира 2022 года, где забил первый в истории Канады гол на чемпионатах мира. Его многие считают лучшим игроком и лицом сборной Канады.
Первый футболист и первый канадец, ставший послом доброй воли верховного комиссара ООН по делам беженцев (УВКБ).

## Ранние годы
Дейвис родился в лагере беженцев Будубурам в Гане, куда его родители бежали из Либерии, спасаясь от гражданской войны. Когда Альфонсо было пять лет, его родители переехали в Канаду, в город Уинсор.

## Клубная карьера
Дейвис играл за молодёжные команды «Эдмонтон Интернейшлнз» и «Эдмонтон Страйкерз», а в 2015 году стал игроком молодёжной академии клуба «Ванкувер Уайткэпс». 23 февраля 2016 года подписал контракт с «Уайткэпс 2» (фарм-клубом «Ванкувер Уайткэпс»), став самым молодым игроком в истории Объединённой футбольной лиги (на момент подписания контракта ему было 15 лет и 3 месяца). В апреле Дейвис дебютировал за клуб в возрасте 15 лет и 5 месяцев. 15 мая 2016 года Дейвис забил свой первый гол в профессиональной карьере, став самым молодым автором гола в истории Объединённой футбольной лиги (ему было 15 лет и 6 месяцев).
15 июля 2016 года Дейвис подписал с «Ванкувер Уайткэпс» контракт по правилу доморощенного игрока (англ. Homegrown Player Rule) сроком до 2018 года. На тот момент он был самым молодым действующим игроком в MLS. 16 июля он дебютировал в MLS, став вторым самым молодым игроком в истории турнира после Фредди Аду. В сентябре 2016 года забил свой первый гол в основном составе «Уайткэпс» в матче Лиги чемпионов КОНКАКАФ против «Спортинг Канзас-Сити».
25 июля 2018 года Дейвис завершил переход в «Баварию», подписав контракт до 2023 года. Мюнхенцы отдали 14 миллионов евро за 17-летнего футболиста. Контрактом предусмотрены бонусы в размере 8 миллионов евро, если игрок проявит себя в Лиге чемпионов УЕФА. Итого — 22 миллиона евро.

## Карьера в сборной
В 2014 и 2015 годах Дейвис вызывался в тренировочные лагеря сборных Канады по футболу для игроков до 15 и до 18 лет. 17 марта 2016 года он был вызван в сборную Канады до 20 лет на товарищеский матч против сборной Англии до 20 лет. При этом Дейвис не являлся гражданином Канады и не мог представлять Канаду в матчах, имеющих турнирное значение. Гражданство Канады Дейвис получил в начале июня 2017 года, и уже 13 июня дебютировал за национальную сборную страны в товарищеской игре с Кюрасао, таким образом став самым молодым игроком в истории канадской сборной. Дейвис был включён в состав сборной Канады на Золотой кубок КОНКАКАФ 2017. В первом матче Канады на этом турнире против Французской Гвианы забил дважды, принеся своей команде победу со счётом 4:2. Это сделало его самым молодым футболистом, забившим гол на Золотом кубке КОНКАКАФ. Во втором матче против Коста-Рики Дейвис снова забил гол, принесший сборной Канады ничью со счётом 1:1. Его сборная покинула турнир на стадии четвертьфинала. По итогам турнира он стал лучшим бомбардиром, вошёл в символическую сборную и был признан лучшим молодым игроком. Дейвис был включён в состав сборной Канады на Золотой кубок КОНКАКАФ 2019. Был включён в заявку сборной на Золотой кубок КОНКАКАФ 2021, но получил травму и был вынужден пропустить турнир.

## Достижения

### Командные достижения
«Бавария»
- Чемпион Германии (6): 2018/19, 2019/20, 2020/21, 2021/22, 2022/23, 2024/25
- Обладатель Кубка Германии (2): 2018/19, 2019/20
- Обладатель Суперкубка Германии (4): 2020, 2021, 2022, 2025
- Победитель Лиги чемпионов УЕФА: 2019/20
- Обладатель Суперкубка УЕФА: 2020
- Победитель Клубного чемпионата мира: 2020

### Личные достижения
- Футболист года в Канаде (4): 2018, 2020, 2021, 2022
- Лучший молодой игрок в Бундеслиге: 2019/20
- Лучший игрок года КОНКАКАФ: 2021
- Входит в состав символической сборной года по версии ФИФА (2): 2020, 2021
- Входит в состав символической сборной года по версии УЕФА: 2020
- Входит в состав символической сборной года по версии FIFPro: 2020
- Входит в состав символической сборной года по версии «L'Équipe»: 2020
- Символическая сборная Лиги чемпионов УЕФА: 2019/20
- Входит в команду года Бундеслиги (3): 2019/20, 2020/21, 2021/2022

## Статистика выступлений
| Клуб              | Чемпионат                   | Сезон            | Лига | Лига | Кубок | Кубок | Континент | Континент | Прочие | Прочие | Итого | Итого |
| Клуб              | Чемпионат                   | Сезон            | Игры | Голы | Игры  | Голы  | Игры      | Голы      | Игры   | Голы   | Игры  | Голы  |
| ----------------- | --------------------------- | ---------------- | ---- | ---- | ----- | ----- | --------- | --------- | ------ | ------ | ----- | ----- |
| Уайткэпс 2        | USL                         | 2016             | 11   | 2    | 0     | 0     | 0         | 0         | 0      | 0      | 11    | 2     |
| Уайткэпс 2        | Итого                       | Итого            | 11   | 2    | 0     | 0     | 0         | 0         | 0      | 0      | 11    | 2     |
| Ванкувер Уайткэпс | MLS                         | 2016             | 8    | 0    | 4     | 0     | 3         | 1         | 0      | 0      | 15    | 1     |
| Ванкувер Уайткэпс | MLS                         | 2017             | 26   | 0    | 2     | 2     | 4         | 1         | 1      | 0      | 33    | 3     |
| Ванкувер Уайткэпс | MLS                         | 2018             | 31   | 8    | 2     | 0     | 0         | 0         | 0      | 0      | 33    | 8     |
| Ванкувер Уайткэпс | Итого                       | Итого            | 65   | 8    | 8     | 2     | 7         | 2         | 1      | 0      | 81    | 12    |
| Бавария           | Бундеслига                  | 2018/19          | 6    | 1    | 0     | 0     | 0         | 0         | 0      | 0      | 6     | 1     |
| Бавария           | Бундеслига                  | 2019/20          | 29   | 3    | 5     | 0     | 8         | 0         | 1      | 0      | 43    | 3     |
| Бавария           | Бундеслига                  | 2020/21          | 23   | 1    | 2     | 0     | 7         | 0         | 3      | 0      | 35    | 1     |
| Бавария           | Бундеслига                  | 2021/22          | 22   | 0    | 1     | 0     | 7         | 0         | 1      | 0      | 31    | 0     |
| Бавария           | Бундеслига                  | 2022/23          | 26   | 1    | 2     | 2     | 9         | 0         | 1      | 0      | 38    | 3     |
| Бавария           | Бундеслига                  | 2023/24          | 29   | 2    | 2     | 0     | 10        | 1         | 1      | 0      | 42    | 3     |
| Бавария           | Бундеслига                  | 2024/25          | 13   | 1    | 3     | 0     | 5         | 0         | 0      | 0      | 21    | 1     |
| Бавария           | Итого                       | Итого            | 148  | 9    | 15    | 2     | 46        | 1         | 7      | 0      | 216   | 12    |
| Бавария II        | Региональная лига «Бавария» | 2018/19          | 3    | 0    | 0     | 0     | 0         | 0         | 2      | 0      | 5     | 0     |
| Бавария II        | Третья лига                 | 2019/20          | 3    | 0    | 0     | 0     | 0         | 0         | 0      | 0      | 3     | 0     |
| Бавария II        | Итого                       | Итого            | 6    | 0    | 0     | 0     | 0         | 0         | 2      | 0      | 8     | 0     |
| Всего за карьеру  | Всего за карьеру            | Всего за карьеру | 230  | 19   | 23    | 4     | 53        | 3         | 10     | 0      | 316   | 26    |